# Simon Johnson (economista)
Simon H. Johnson (Sheffield, 16 gennaio 1963) è un economista britannico con cittadinanza statunitense, vincitore del Premio Nobel per l'economia nel 2024 insieme a James A. Robinson e Daron Acemoğlu per "il loro lavoro su come si formano le istituzioni e influenzano la prosperità"..

## Biografia
Johnson ha conseguito una laurea triennale presso l'università di Oxford, seguita dalla laurea magistrale presso l'università di Manchester e da un dottorato di ricerca conseguito al MIT nel 1989, con una tesi dal titolo "Inflation, intermediation, and economic activity". 
In seguito, ha ricoperto diverse posizioni politiche e accademiche, fra cui professore di economia presso la Fuqua School of Business della Duke University, economista capo del Fondo monetario internazionale (2007-2008) e membro volontario del team che si occupò, durante la transizione del 2020 di Joe Biden come presidente degli Stati Uniti, degli aspetti legati alla gestione del Dipartimento del Tesoro degli Stati Uniti e della Federal Reserve durante il cambio di amministrazione. Attualmente, ricopre la carica di professore presso la MIT Sloan School of Management ed è membro senior del Peterson Institute for International Economics. 
Il 14 ottobre 2024, gli è stato conferito, insieme a Daron Acemoglu e a James A. Robinson, il Premio Nobel per l'economia, con la seguente motivazione: "per gli studi su come le istituzioni si formano e impattano sulla prosperità"